# دياني هارت
دياني هارت (بالإنجليزية: Diane Hart)‏ هي ممثلة بريطانية (وحملت سابقاً جنسية المملكة المتحدة لبريطانيا العظمى وأيرلندا)، ولدت في 20 يوليو 1926 في المملكة المتحدة، وتوفيت في 7 فبراير 2002 بلندن في المملكة المتحدة.

## وصلات خارجية
- دياني هارت على موقع IMDb (الإنجليزية)
- دياني هارت على موقع ميوزك برينز (الإنجليزية)
- دياني هارت على موقع قاعدة بيانات الفيلم (الإنجليزية)